# Desembarco carlista de San Carlos de la Rápita
Se denomina desembarco o intentona carlista de la Rápita u «Ortegada» al complot del general Jaime Ortega y Olleta, capitán general de Baleares, el 1 de abril de 1860 para proclamar al pretendiente carlista Carlos Luis de Borbón y destronar a la reina Isabel II, mediante el envío de una expedición militar a la península, cerca de la población de San Carlos de la Rápita (Tarragona).
El general Ortega, con el apoyo expreso del Cardenal y arzobispo de Toledo, Cirilo Alameda y Brea, el pretendiente Carlos Luis de Borbón y su hermano Fernando de Borbón, así como algunos militares y funcionarios, embarcó tres mil hombres de las guarniciones ubicadas en Baleares con destino a las cercanías del Delta del Ebro con la intención de provocar la sublevación de varios cuarteles en Cataluña y forzar la abdicación de Isabel II. Previamente, el general había sido aleccionado por elementos carlistas de que la reina abdicaría en el momento en que varias unidades se unieran a la sublevación. El alzamiento fracasó debido a la negativa de sus propios oficiales a secundarlo.

## Antecedentes

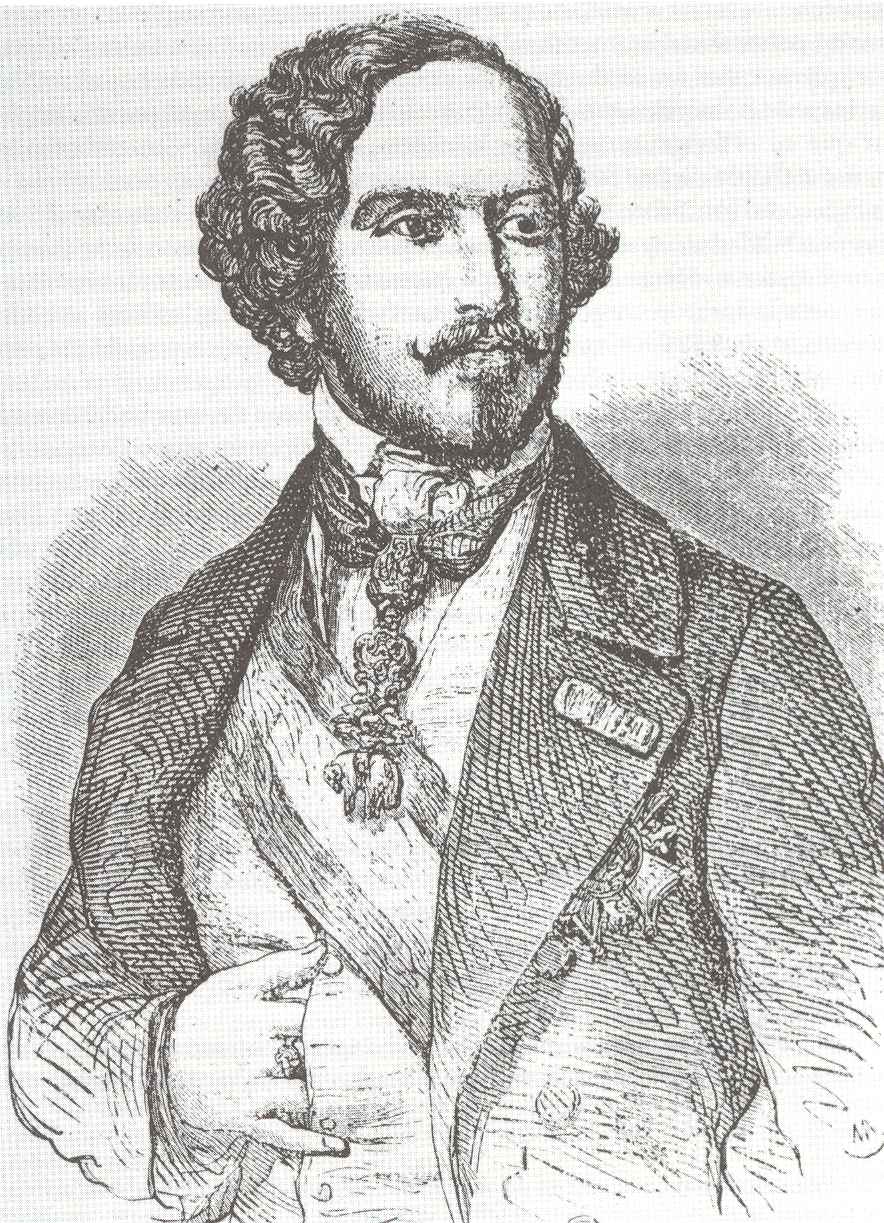
Carlos Luis de Borbón y Braganza, conde de Montemolín.

Desde la revolución de 1854 los carlistas habían negociado con la rama isabelina una solución en la cuestión dinástica; pero la contrarrevolución de 1856 hizo que se mirara el asunto con más calma y se pensase en un plan más completo para realizar la idea. De acuerdo con el conde de Montemolín, se nombró una Comisión regia suprema, que ejerció gran influencia en la distribución de fuerzas y mandos militares. Los carlistas negociaron con los isabelinos moderados, aprovechando que el ministro de la Guerra en España era en aquel momento Urbiztondo, que tanto había luchado por Don Carlos en la primera guerra carlista.
El nacimiento del príncipe Alfonso vino, como es natural, a producir la retirada de unas de las partes, pensando entonces los carlistas en proseguir la obra por sí solos, aprovechando los trabajos realizados y llevando a cabo una restauración no sólo de principios, sino de personas. Se reunieron cuantiosos fondos y se hicieron algunos prosélitos. Entre éstos estaba el general Jaime Ortega, que, según dice Pirala, había oído de labios de la infanta Carlota todos los manejos que se hicieron a la muerte de Fernando VII. Liberal moderado en un principio, emigró a Francia al triunfar la revolución de 1854, dimitiendo la capitanía general de Canarias que desempeñaba, regresando de allí tan cambiado de ideas, que se propuso ser el paladín de la restauración carlista, «convencido, según él mismo dijo, de que haría una justa reparación y un acto de patriotismo, no guiándole la idea de lucrarse con ello, pensando romper su espada y tirar su faja, quedándose Jaime Ortega a secas, al día siguiente de logrado el triunfo».

## Preparativos

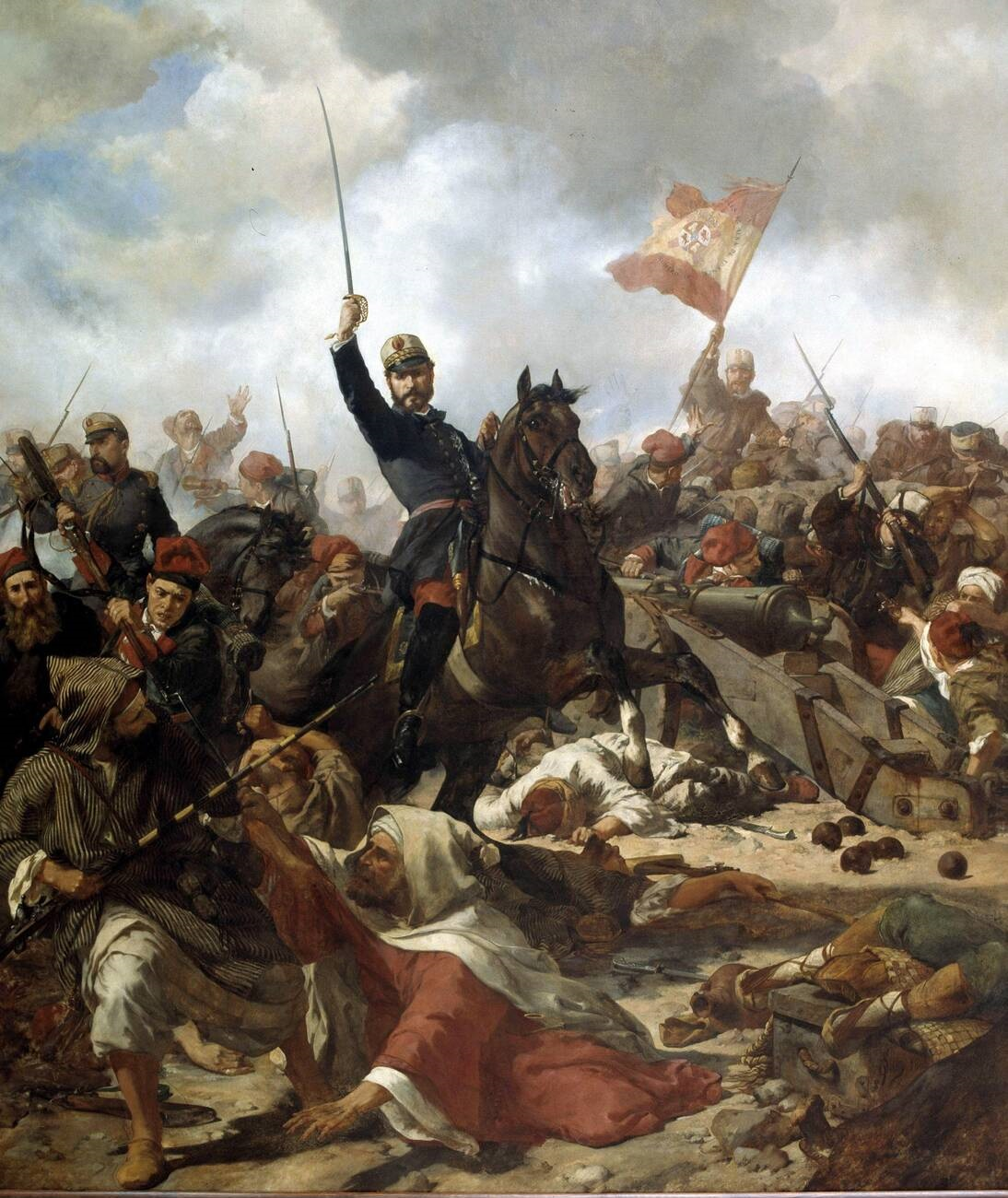
El general Prim en la guerra de África, obra de Francisco Sans Cabot.

La guerra de África vino a suspender el movimiento. Se habían acallado por un momento las discusiones partidistas, fundiéndose todos en un acendrado patriotismo. Pero tan pronto se supo que estaba terminada se quisieron aprovechar las circunstancias de estar todavía el ejército en África y del descontento producido en el ejército y el pueblo por las condiciones de la paz, que al no darnos Tánger, ni siquiera Tetuán, se decía que era muy chica para una guerra tan grande.
Para ello firmó Don Carlos, con fecha 16 de marzo de 1860, un manifiesto que contenía el primer programa concreto del carlismo, pues en él declaraba aquel que quería para España un Gobierno representativo, en el que los diputados, con mandato imperativo, fueran a las Cortes a representar los intereses de sus electores y no los suyos; división territorial de las provincias por zonas o comarcas; descentralización administrativa completa, dando a las Diputaciones absolutas facultades en todo lo referente a montes, aguas y vías de comunicación; constitución de los Ayuntamientos con propietarios; reducción del número de Audiencias y substitución de los jueces de primera instancia por tribunales de tres magistrados; reconocimiento de la Deuda pública, y realización de economías hasta nivelar los presupuestos; vigilancia de la instrucción pública, como base de la civilización y del bienestar de los pueblos, fiscalizándola los padres de familia, y reforma de la carrera militar y del ejército; terminando por afirmar que a nadie consideraba tomo enemigo ni a nadie rechazaba, que llamaba a todos y que todos los españoles honrados y de buena fe cabían bajo su bandera.
El alzamiento se preparó para el día 19 de marzo, en el que debía Don Carlos presentarse en España, tomando el tren para Madrid (diciéndose que eran carlistas todos los jefes de las estaciones de la línea que debía recorrer), y estallando alzamientos en toda la nación.
Para ello debía Carlos VI dirigirse primero a Mallorca, pues era capitán general de Baleares Jaime Ortega, y con este y sus fuerzas presentarse en España. Mas por causas que no se saben con fijeza, Don Carlos retrasó ocho días su salida, no avisándolo, lo que desconcertó todos los planes. Finalmente embarcó en Marsella, acompañado de su hermano Don Fernando, del general Joaquín Elío, del legitimista francés Felipe Aillaud de Cazeneuve y de Antonio Quintanilla; pero una gran tormenta les obligó a arribar a Cette, donde se detuvieron hasta vencer las dificultades que podían comprometer a los viajeros, que iban de incógnito; y este nuevo retraso acabó de desconcertarlo todo y de hacer fracasar el movimiento.
Por su parte, el general Ramón Cabrera había enviado a Don Carlos una carta en la que desaconsejaba su participación por considerar que no tenía ninguna posibilidad de éxito y porque era una acción no dirigida por el partido carlista.

## El desarrollo del complot

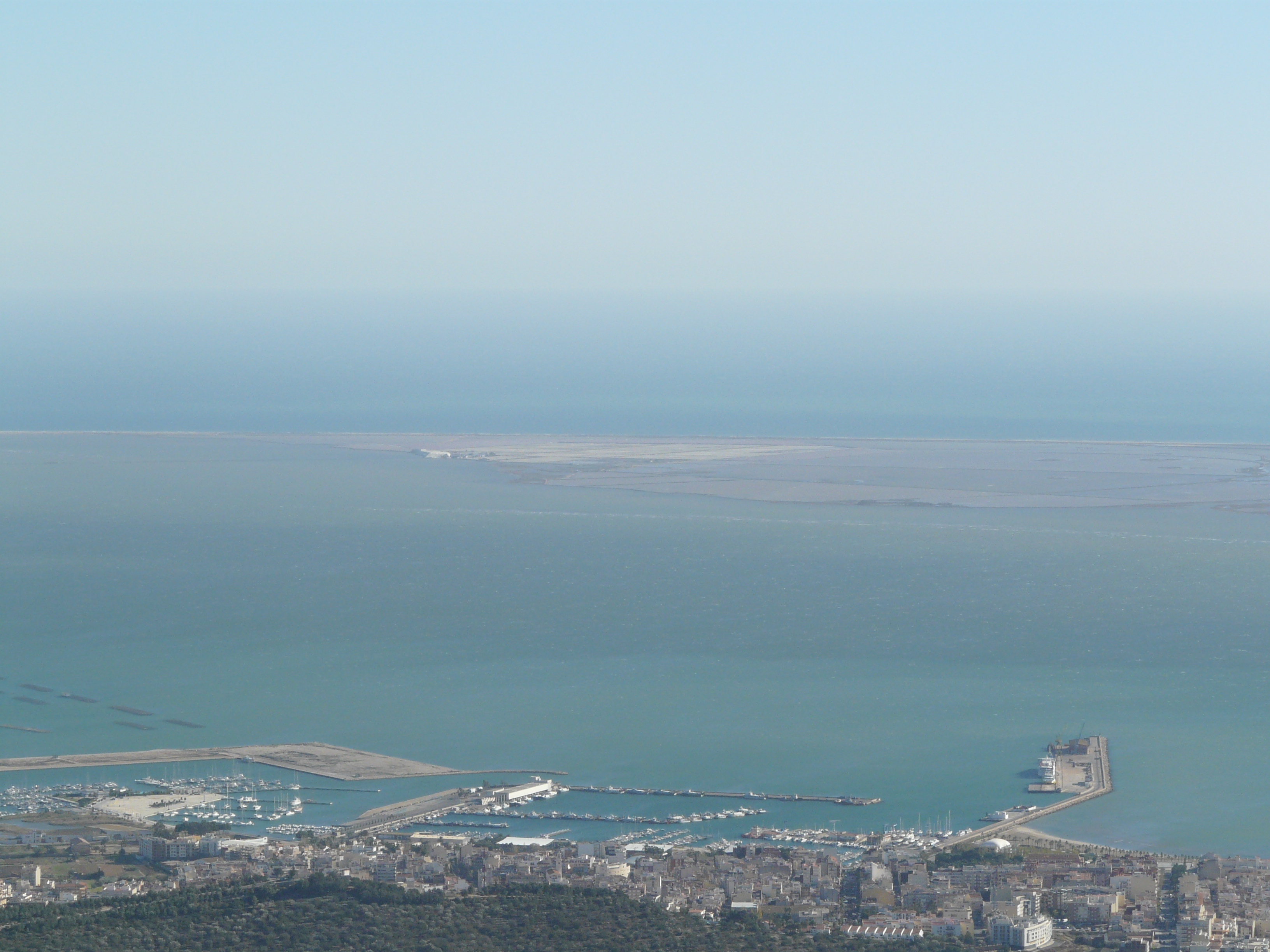
Vista actual del puerto de San Carlos de la Rápita.

Zarpó finalmente el buque (vapor francés L'Huveaune), al que se le dio en alta mar orden de ir directamente a Palma de Mallorca, adonde llegó el 29 de marzo. Ortega pasó a saludar a Don Carlos, y ordenó al buque en que este había llegado que, junto con el español Jaime II y el inglés City of Norwich, fuesen a Mahón, a las órdenes de su ayudante Francisco Cavero, para embarcar los batallones provinciales de Tarragona y Lérida y volver a Palma, como así lo efectuaron; y, embarcadas también las fuerzas de esta capital en otros barcos, salió la flotilla compuesta en total de cinco vapores y dos veleros, conduciendo la expedición, integrada por 4.000 hombres, con 4 cañones y 50 caballos, pareciendo debía dirigirse a Valencia, donde no había entonces comandante militar y la guarnición era poco numerosa; mas, por causa desconocida, fue a San Carlos de la Rápita, donde desembarcó el 2 de abril (domingo de Ramos) en las primeras horas de la mañana.
El gobierno francés de Napoleón III, que supo la estancia de Don Carlos en Cette y los rumores que en Francia se propalaban, avisó al gobierno español, que, sea porque creyese imposible la tentativa o por otra causa, no hizo apenas caso del aviso. Desembarcada la expedición, se telegrafió a las Juntas de Madrid, Valencia, Barcelona y Zaragoza, a fin de que todos los comprometidos secundaran el movimiento iniciado, cortándose después la línea telegráfica, ocupándose los caminos y acopiándose recursos, saliendo el día 3 los expedicionarios en dirección a Tortosa, ciudad que se proponían ocupar.
Cuando se supo en Madrid lo ocurrido, se atribuyó por muchos al partido moderado, al que juzgaban ansioso de volver al poder; y cuando se dijo que la expedición era carlista, muchos carlistas protestaron rechazando indignados la imputación, lo que prueba la reserva con que el asunto había sido llevado. Casi al mismo tiempo ocurrieron alzamientos carlistas en Baracaldo (Vizcaya) y en los alrededores de Palencia, lo que prueba el plan existente; pero tan poco importantes, que bastó la intervención de la guardia civil para sofocarlos.
El gobierno circuló órdenes. El general Dulce, capitán general de Cataluña, envió tropas en dirección al Ebro, y Concha, recién llegado de La Habana, marchó a Valencia; mas no hubo necesidad de nada de esto, pues la expedición se disolvió por sí misma. La inmensa mayoría de los expedicionarios ignoraba el objeto de ella, creyendo muchos que era el de oponerse a la paz con Marruecos, especie que no desagradaba a las tropas; pero pronto traslució que la finalidad era destronar a la reina, llamando la atención los personajes que se habían unido al general, y que este había dejado atrás en una tartana.

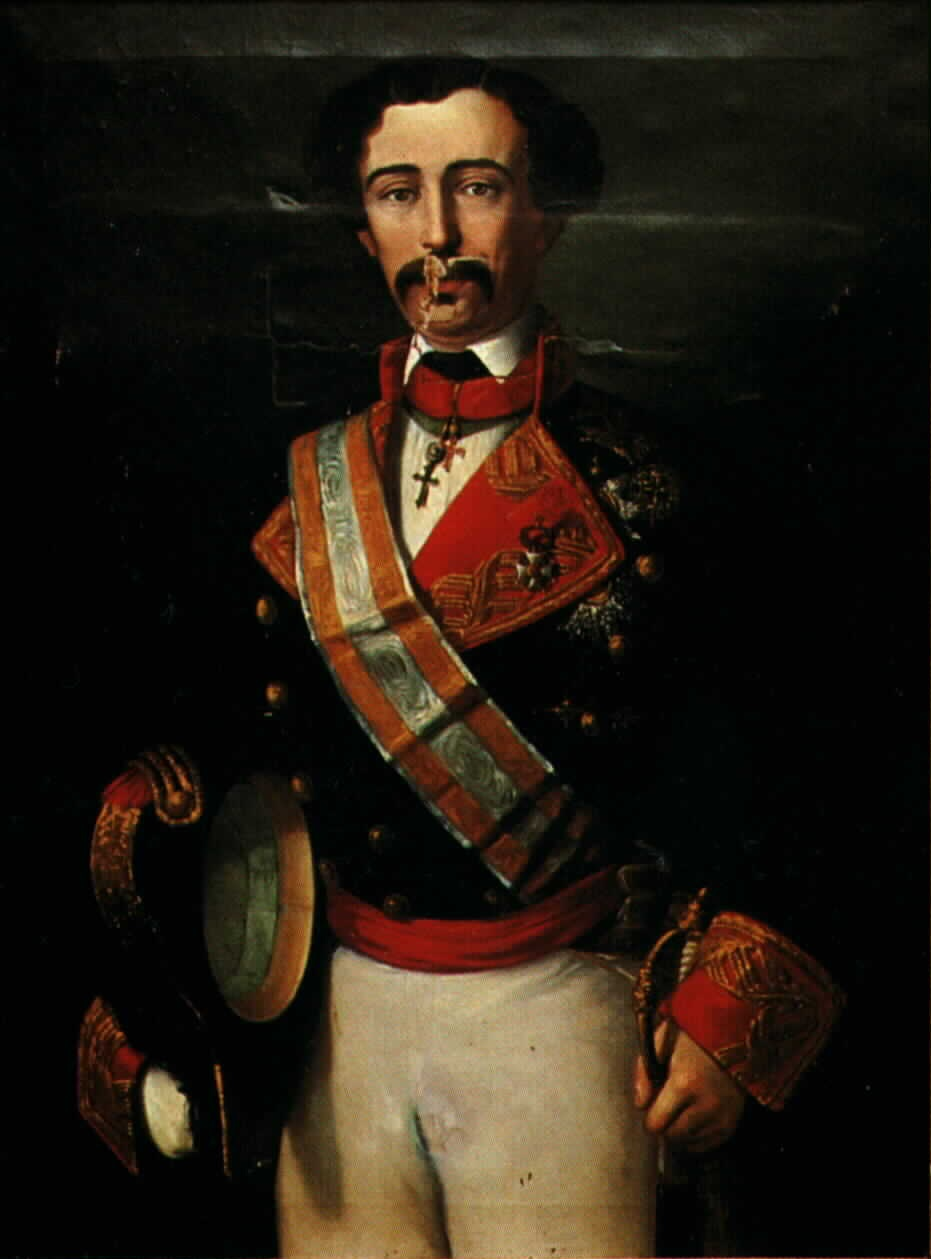
El general Jaime Ortega y Olleta.

Sin informar a la tropa y con el conocimiento de muy pocos oficiales, la expedición desembarcó en La Ampolla y en San Carlos de la Rápita (Tarragona) el 2 de abril, no sin antes haber sufrido un intento de amotinamiento por parte de la tropa que sospechaba de las intenciones del general Ortega. Las tropas se reagruparon en Amposta. El mismo día, tras el desembarco, se arengó a la tropa a marchar sobre la ciudad de Tortosa ( sin informarle sobre los motivos.
Al amanecer del día 3, al llegar los expedicionarios a Coll de la Creu, donde se les dio un descanso, una Comisión de oficiales se presentó a Ortega a pedirle explicaciones sobre el objeto de aquella expedición. El general les mandó retirar y, montando acto continuo a caballo, se dirigió al frente de las tropas para castigar a aquellos oficiales; pero en aquel momento llegó la tartana en que seguían Don Carlos y su comitiva, y el temor de que la eventualidad de una colisión pudiera poner en peligro a los príncipes, contuvo al general en su primer arranque y dio tiempo a los descontentos para prevenirse, acercándose Ortega a la tartana para decir a sus ocupantes lo que ocurría y que siguiesen el camino, que él ya los alcanzaría, esperando después de esto media hora a fin de que el carruaje estuviese bastante lejos.
Mandó entonces formar las tropas para arengarlas, pero, apenas dio el grito de Viva Carlos VI, un coronel dio el de Viva la reina y viva la libertad. Quiso Ortega partirle la cabeza de un sablazo, dando un salto hasta él con su caballo, pero este no obedeció, y aquel momento bastó para que se produjera un tumulto en el que unos vitoreaban a Ortega y otros a la reina y a la libertad.
La corta distancia a que se encontraban Don Carlos y Don Fernando y el peligro por su vida si sucumbía el general, hicieron que este acudiese ante todo a la salvación de los príncipes, y seguido de sus ayudantes (Cavero y Moreno) marchó para avisarles y que se salvasen, vagando después con los mismos ayudantes y otros dos o tres oficiales que no quisieron abandonarle.
La animadversión de los oficiales y la tropa a las pretensiones del general fueron inmediatas, lo que obligó al pretendiente carlista a huir camino de Ulldecona para evitar las iras del ejército. Sólo algunos suboficiales apoyaron a Ortega, pero la mayoría del ejército se negó a marchar sobre Tortosa, dando vítores a Isabel II. El 4 de abril la tropa expedicionaria se subleva y obliga a huir al general Ortega, que se reúne en el camino a Ulldecona con varios militares y el pretendiente. Ortega conoce entonces de primera mano que su acción no ha merecido mucho interés por el gobierno y que, al contrario de lo que le habían prometido, la reina no había abdicado.
El día 5, que fueron presos en Calanda por la Guardia Civil y conducidos a Tortosa, donde el 17 de abril un consejo de guerra, compuesto de capitanes (y por tanto ilegal, pues debió aplicársele la Ley del 25 de abril de 1821) le condenó a muerte, siendo puesto en capilla a las ocho de la noche del mismo día, diciendo a su ayudante Francisco Cavero (después general carlista) estas palabras: 

«Muero por no hablar, y exijo de ti, si me sobrevives, que nunca digas de nadie si estaba ó no comprometido, diciendo siempre que no lo sabes.»

El hijo del general (teniente de caballería que acababa de regar con su sangre los campos de batalla de África) dirigió una conmovedora exposición a la reina; más aún cuando ésta quería otorgar el perdón, el Gobierno se opuso, y el general sufrió con cristiana ejemplaridad y gran valor la pena de fusilamiento (18 de abril), como la sufrieron también el coronel Carrión, preso en Castilla la Vieja, y los cogidos en Vizcaya con las armas en la mano.
Elío fue también detenido y conducido a Tortosa. Su anciana madre se echó a los pies de la reina, y ésta, alzándola del suelo con sus brazos, la prometió que su hijo no moriría. Elío había intervenido con Arjona en las negociaciones para unir las dos ramas de la familia real. Ya libre, por virtud de la amnistía posterior, escribió (5 de junio) una caballeresca carta a Doña Isabel prometiendo no tomar parte en ningún acto que pudiera perjudicarla, cosa que cumplió, yendo después de ser arrojada del trono a ofrecerle su espada antes de ponerla a servicio de Don Carlos para combatir a la Revolución.

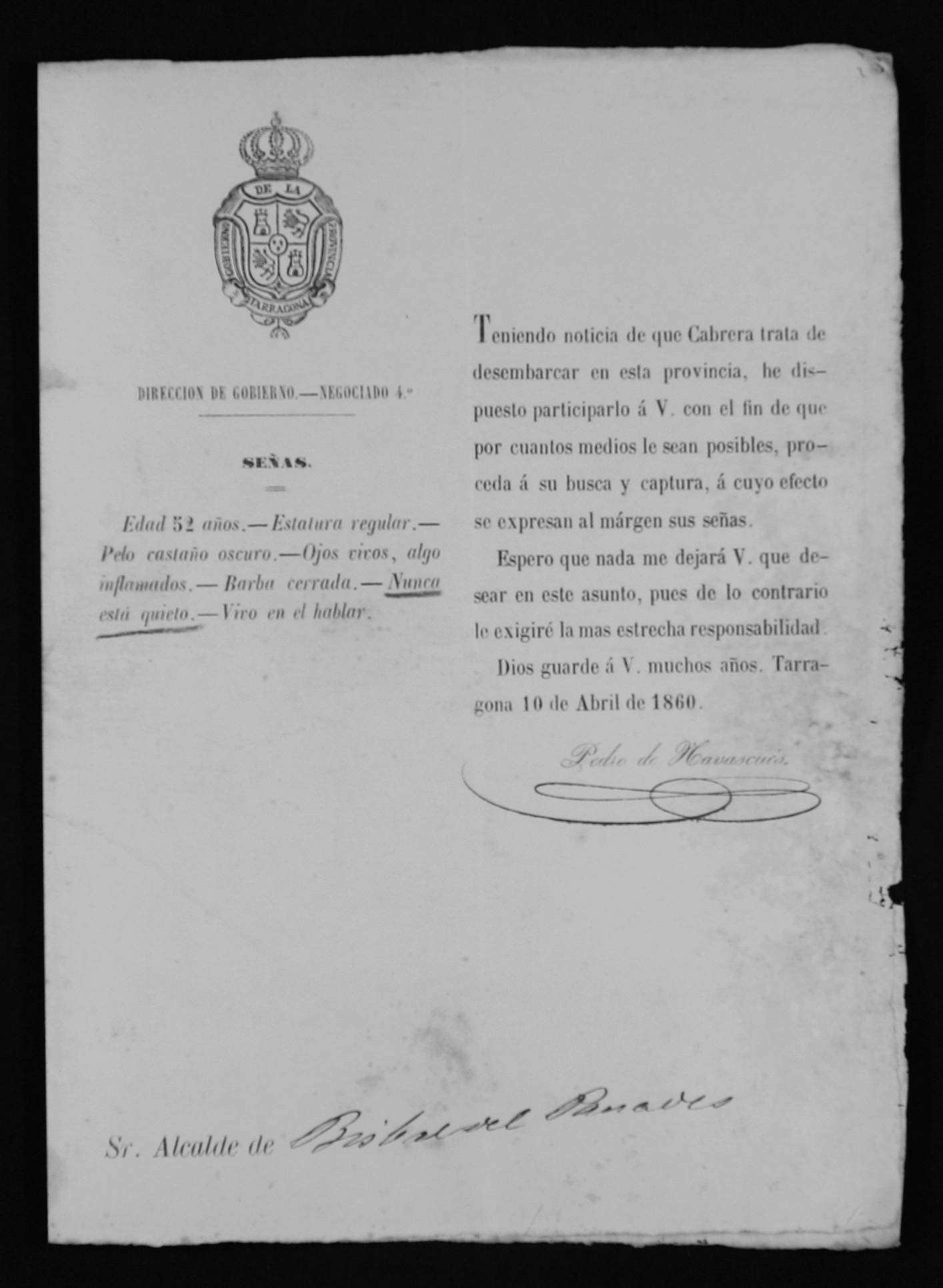
Documento Orden de búsqueda y captura de Ramón Cabrera. 1860

Don Carlos y su hermano se ocultaron en una casa de Ulldecona, pero fueron descubiertos y presos, conduciéndoseles igualmente a Tortosa, donde se reunieron con Elío. Grave cuestión era la suerte que debían correr los príncipes, y para solucionarla se les exigió una renuncia de sus derechos al trono, la que extendieron y firmaron en la misma Tortosa el 23 de abril, escribiendo en igual fecha Don Carlos una carta a su prima reiterando las renuncias y diciéndola que siéndole doloroso que tantos desgraciados sufriesen por su causa, pedía su gracia para ellos, suplicándola que se les dejase a su hermano y a él marchar libremente al extranjero a vivir tranquilos y retirados en el hogar doméstico. Miraflores inserta íntegros estos documentos en el tomo 2.° de la Continuación de sus Memorias. En su virtud, el gobierno publicó por real decreto una amnistía general y sin excepción para todas las causas políticas (1.° de mayo), y los príncipes y Elío fueron puestos en libertad y conducidos a Port-Vendres.
El gobierno liberal buscó infructuosamente en las provincias de Tarragona y Castellón a Ramón Cabrera, del que pensaban que dirigía la expedición. 
Tras la huida, el general Ortega es capturado cerca de Calanda. Juzgado por un Tribunal Militar en Consejo de Guerra el 17 de abril es condenado a muerte por alta traición y fusilado en la mañana siguiente. El pretendiente Carlos y su hermano Fernando fueron también apresados por la Guardia Civil el 21 de abril, pero fueron amnistiados después por el gobierno a cambio de que ambos firmaran su renuncia al trono de España y sus derechos dinásticos, cosa que hicieron, siendo deportados a Francia.
Según uno de los carlistas implicados en esta intentona, los carlistas nunca creyeron más seguro el triunfo de su causa que en 1860. De acuerdo con este testimonio, tanto Isabel II como su marido Francisco de Asís, que mantenían correspondencia con el primo de ambos, Carlos Luis, estaban convencidos de que ocupaban el trono ilegalmente, por lo que Isabel deseaba abdicar en Don Carlos. Además, no solo el general Ortega, sino también el general Dulce, capitán general de Cataluña, y muchos otros militares, debían secundar el movimiento, aunque finalmente faltaron a su compromiso. Según este testimonio, el general Ortega fue condenado a muerte por quienes antes habían sido sus amigos, «temiendo que las revelaciones que podía hacer marcarían en sus rostros el estigma de la traición y felonía».